# Catopsis
Catopsis Griseb. è un genere di pianta appartenente alla famiglia Bromeliaceae (sottofamiglia Tillandsioideae).
Una delle specie appartenenti a questo genere, Catopsis berteroniana, è una pianta protocarnivora.

## Distribuzione e habitat
Vi appartengono specie epifite, diffuse dalla Florida al Brasile orientale, inclusi i Caraibi.

## Tassonomia
Il genere comprende le seguenti specie:
- Catopsis berteroniana (Schult. e Schult.f.) Mez
- Catopsis compacta Mez
- Catopsis delicatula L.B.Sm.
- Catopsis floribunda L.B.Sm.
- Catopsis juncifolia Mez & Wercklé
- Catopsis micrantha L.B.Sm.
- Catopsis minimiflora Matuda
- Catopsis montana L.B.Sm.
- Catopsis morreniana Mez
- Catopsis nitida (Hook) Griseb.
- Catopsis nutans (Sw.) Griseb.
- Catopsis occulta Mart.-Correa, Espejo & López-Ferr.
- Catopsis oerstediana Mez
- Catopsis paniculata E.Morren
- Catopsis pedicellata L.B.Sm.
- Catopsis pisiformis Rauh
- Catopsis sessiliflora (Ruiz e Pav.) Mez
- Catopsis subulata L.B.Sm.
- Catopsis wangerinii Mez & Wercklé
- Catopsis wawreana Mez
- Catopsis werckleana Mez